# В центре Земли. Live
«В центре Земли. Live» — официальный DVD-альбом Григория Лепса, на котором имеется версия одноимённого концерта, состоявшегося 16 ноября 2006 года в СК «Олимпийский». В него вошли новые песни из альбомов «Лабиринт» и «В центре Земли», а также лучшие песни из предыдущих альбомов исполнителя.

## Список композиций
1. «Замерзает Солнце» (слова — К. Кавалерян, музыка — А.Мисин)
2. «На небесах» (слова — К. Арсенев, музыка — Г.Лепс, В.Тевянский)
3. «Небо» (Coldplay) (слова — К. Кавалерян, музыка — G. Berryman, J. Buckland, W. Champion, C. Martin)
4. «Боже, как долго» (слова — К. Арсенев, музыка — П.Титов)
5. «Кроссовки» (слова и музыка — С.Маркин)
6. «Мой сон» (слова и музыка — А.Козачук)
7. «Дорога» (слова — К. Кавалерян, музыка — А.Мисин)
8. «В центре Земли» (слова — Н. Камлюк, музыка — А.Мисин)
9. «Дом» (слова — К. Арсенев, музыка — Г. Лепс)
10. «Здесь» (слова — Е.Захаров, музыка — Ф.Писарев)
11. «Вьюга» (слова — Е.Захаров, музыка — Ф.Писарев)
12. «Нет, нет, нет» (слова и музыка — К.Шустарев)
13. «Рок-н-ролл» (слова — К. Арсенев, музыка — Г. Лепс)
14. «Я слушал дождь» (слова — А. Долженков, музыка — Е. Кобылянский)
15. «Падают листья» (слова — О. Колесниченко, музыка — Д. Соболев)
16. «Ну и что» (слова и музыка — Г. Богданов)
17. «Танго разбитых сердец» (слова — К. Кавалерян, музыка — Е. Кобылянский)
18. «Разные люди» (слова — К. Арсенев, музыка — G. Berryman, J. Buckland, W. Champion, C. Martin)
19. «Парус» (слова и музыка — В. Высоцкий)
20. «Прощание с горами» (слова и музыка — В. Высоцкий)
21. «Спасите наши души» (слова и музыка — В. Высоцкий)
22. «Корабли» (слова и музыка — В. Высоцкий)
23. «Купола» (слова и музыка — В. Высоцкий)
24. «На струнах дождя» (слова — К. Арсенев, музыка — Е. Кобылянский, Г. Лепс)
25. «Расскажи» (слова и музыка — Г. Лепс)
26. «Натали» (слова — А. Долженков, музыка — Е. Кобылянский)
27. «Крыса-ревность» (слова — К. Арсенев, музыка — Г. Лепс)
28. «Лабиринт» (слова А.Мисин, музыка К. Кавалерян)
29. «Песенка о моей жене» (слова и музыка — А. Вертинский)
30. «Спокойной ночи, господа» (слова — А. Скворцов, музыка — А. Самойлов)
31. «Шелест» (слова и музыка — Г. Лепс)
32. «Рюмка водки на столе» (слова и музыка — Е. Григорьев)
33. «Она» (слова — К. Кавалерян, музыка — А.Мисин)

## Подарочное издание
В подарочное издание включен видеоклип «Я тебе не верю» (дуэт с Ириной Аллегровой).

## Музыканты
| - Григорий Лепс — вокал - Геннадий Пучков — клавиши - Денис Катасонов — соло-гитара, акустическая гитара - Артур Осипов — барабаны, перкуссия | - Виктор Левченко — бас-гитара - Минигали Давлетбаев — саксофон, дудук - Ольга Никитина, Светлана Клесун — бэк-вокал |

.